# Massa de repouso do elétron
| Valores de me            | Unidades |
| ------------------------ | -------- |
| 9.10938356(11)×10−31     | kg       |
| 5.485799090(16)×10−4     | u        |
| 8.18710565(10)×10−14     | J/c2     |
| 0.5109989461(13)         | MeV/c2   |
| Valores da energia de me | Unidades |
| 8.18710565(10)×10−14     | J        |
| 0.5109989461(13)         | MeV      |

A massa de repouso do elétron (símbolo: me) é a massa de um elétron estacionário. É uma das constantes fundamentais da física e também é muito importante na química por causa de sua relação com a Constante de Avogadro.
Tem um valor de cerca de 9.11×10−31 quilogramas ou cerca de 5.486×10−4 Unidade de massa atômica, equivalente para uma energia de cerca de 8.19×10−14 joules ou cerca de 0.511 megaeletrônomos.

## Terminologia
O termo "massa de repouso" + energia cinética vem da necessidade de levar em conta os efeitos da relatividade especial sobre a massa aparente (ou "observada") de um elétron. É impossível "pesar" um elétron estacionário, e assim todas as medidas práticas devem ser realizadas em elétrons em movimento. O mesmo acontece com qualquer outra partícula subatômica. Para partículas como fótons ou glúons, a situação é ainda mais problemática, uma vez que o próprio conceito de uma partícula sem massa estacionária ou "em repouso" carece de significado.

## Determinação
A massa de repouso do elétron em quilogramas é calculada a partir da definição da Constante de Rydberg R∞:
{\displaystyle R_{\infty }={\frac {m_{\rm {e}}c\alpha ^{2}}{2h}}\Rightarrow m_{\rm {e}}={\frac {2R_{\infty }h}{c\alpha ^{2}}}}
onde α é a  constante de estrutura fina e h é a Constante de Planck.  A relativa incerteza, 5×10−8 no valor recomendado do CODATA 2006, é devido inteiramente à incerteza no valor da constante de Planck.
A massa atômica relativa do elétron pode ser medido diretamente em um Penning trap. Também pode ser deduzido a partir dos espectros de átomos de hélio antiprotônico (átomos de hélio) onde um dos elétrons foi substituído por um antipróton ou por medidas do elétron fator-g nos íons hidrogenóides 12C5+ ou 16O7+. O valor recomendado de 2006 CODATA tem uma relativa incerteza de 4.2×10−10.
A massa atômica relativa de elétrons é um parâmetro ajustado no conjunto CODATA de constantes físicas fundamentais, enquanto a massa de descanso de elétrons em quilogramas é calculada a partir dos valores da constante de Planck, a constante de estrutura fina e a constante de Rydberg. A correlação entre os dois valores é insignificante (r = 0.0003).

## Relação com outras constantes físicas
Conforme mencionado acima, a massa de elétrons é usada para calcular a Constante de Avogadro NA:
{\displaystyle N_{\rm {A}}={\frac {M_{\rm {u}}A_{\rm {r}}({\rm {e}})}{m_{\rm {e}}}}={\frac {M_{\rm {u}}A_{\rm {r}}({\rm {e}})c\alpha ^{2}}{2R_{\infty }h}}}
Portanto, ele também está relacionado com a Constante de massa atômica mu:
{\displaystyle m_{\rm {u}}={\frac {N_{\rm {A}}}{M_{\rm {u}}}}={\frac {A_{\rm {r}}({\rm {e}})}{m_{\rm {e}}}}={\frac {A_{\rm {r}}({\rm {e}})c\alpha ^{2}}{2R_{\infty }h}}}
Onde Mu é Constante de massa molar (definida em SI) e Ar(e) é uma quantidade diretamente medida, a massa relativa de elétrons]].
Note que mu é definida em termos de Ar(e), e não o contrário, e assim o nome "massa de elétrons em unidades de massa atômica" para "Ar(e) envolve uma definição circular (pelo menos em termos de medidas práticas).
A massa atômica relativa do elétron também entra no cálculo de todas as outras massas atômicas relativas. Por convenção, massas atômicas relativas são citadas para átomos neutros, mas as medidas reais são feitas em ions, quer num espectrômetro de massa ou um Penning trap. Portanto, a massa dos elétrons deve ser adicionada de volta aos valores medidos antes da tabulação.Deve ser feita uma correção para o equivalente em massa da energia de ligação Eb. Tomando o caso mais simples de ionização completa de todos os elétrons, para um nuclídeo X de número atômico Z,
{\displaystyle A_{\rm {r}}({\rm {X}})=A_{\rm {r}}({\rm {X}}^{Z+})+ZA_{\rm {r}}({\rm {e}})-E_{\rm {b}}/m_{\rm {u}}c^{2}\,}
Como as massas atômicas relativas são medidas como proporções de massas, as correções devem ser aplicadas a ambos os íons: felizmente, as incertezas nas correções são desprezíveis, como ilustrado abaixo para hidrogênio 1 e oxigênio 16.
|                                        | 1H                       | 16O                    |
| -------------------------------------- | ------------------------ | ---------------------- |
| massa atômica relativa do XZ+ ion      | 1.007 276 466 77(10)     | 15.990 528 174 45(18)  |
| massa atômica relativa do Z electrons  | 0.000 548 579 909 43(23) | 0.004 388 639 2754(18) |
| correção para a energia de ligação     | −0.000 000 014 5985      | −0.000 002 194 1559    |
| massa atómica relativa do átomo neutro | 1.007 825 032 07(10)     | 15.994 914 619 57(18)  |

O princípio pode ser demonstrado pela determinação da massa atômica relativa dos elétrons por Farnham et al. na Universidade de Washington (1995). Envolve a medição das frequências da radiação ciclotrônica emitida por elétrons e por íons 12C6+ + em uma armadilha de Penning. A proporção das duas frequências é igual a seis vezes a razão inversa das massas das duas partículas (quanto mais pesada a partícula, menor a frequência da radiação do ciclotron, quanto maior a carga na partícula, maior a frequência):
{\displaystyle {\frac {\nu _{c}({}^{12}{\rm {C}}^{6+})}{\nu _{c}({\rm {e}})}}={\frac {6A_{\rm {r}}({\rm {e}})}{A_{\rm {r}}({}^{12}{\rm {C}}^{6+})}}=0.000\,274\,365\,185\,89(58)}
Como a massa atômica relativa de 12C6+ ions é muito próxima de 12, a relação de frequências pode ser usada para calcular uma primeira aproximação a Ar(e), 5.486 303 7178×10−4.Este valor aproximado é então usado para calcular uma primeira aproximação a "Ar(12C6+), sabendo que Eb(12C)/muc2 (a partir da soma das seis energias de ionização do carbono) é 1.105 8674×10−6: Ar(12C6+) ≈ 11.996 708 723 6367. 
Este valor é então usado para calcular uma nova aproximação para Ar(e), e o processo repetido até que os valores já não variam (dada a incerteza relativa da medida, 2.1×10−9): isso acontece no quarto ciclo de iterações para esses resultados, dando "Ar(e) = 5.485 799 111(12)×10−4 para esses dados.